# Cristina Deutekom
Cristina Deutekom (nascuda Stientje Engel, Amsterdam, 28 d'agost de 1931 - Amsterdam, 7 d'agost de 2014) va ser una cantant d'òpera neerlandesa. Famosa per la seva tècnica de coloratura, també va ser coneguda com a Christine Deutekom i Christina Deutekom.

## Biografia
Va estudiar al Conservatori d'Amsterdam amb Coby Riemersma i Felix Hupka. El 1963 va debutar a De Nederlandse Opera com a Reina de la nit a La flauta màgica. Després d'interpretar papers menors amb la companyia, va contemplar abandonar la seva carrera com a cantant en veure que no podia progressar. Durant una actuació de Der Rosenkavalier a Espanya, Deutekom va impressionar Elisabeth Schwarzkopf mentre escalfava la veu amb l'ària de la Reina de la nit, i Schwarzkopf la va presentar al seu mànager. Va acabar interpretant aquest paper en diverses òperes destacades, arribant a ser considerada "la millor Reina de la nit dels nostres temps" pel New York Times després d'una actuació a la Metropolitan Opera. El 1974 va estrenar la temporada del Met en el paper d'Elena a I vespri siciliani al costat de Plácido Domingo, substituint Montserrat Caballé.
A més de La reina de la Nit, va interpretar altres papers de Mozart, com Donna Anna a Don Giovanni, Fiordiligi a Così fan tutte i Vitellia a La clemenza di Tito. També va cantar papers destacats de Verdi, entre els quals Abigaile a Nabucco, Macbeth, Leonora a Il trovatore, i finalment, el paper protagonista de Turandot de Puccini. Va cantar els grans papers del bel canto, específicament a Armida de Rossini, a la Norma i I Puritani de Bellini, i Lucia di Lammermoor de Donizetti.
Va cantar diverses vegades al Gran Teatre del Liceu de Barcelona, interpretant Der Rosenkavalier (temporada 1966-1967), Fidelio (1966-1967), Die Entführung aus dem Serail i Nochebuena del diablo (1969-1970), Lucia di Lammermoor (1970-1971 i 1981-1982), Gran Gala Lírica (1971-1972) i I puritani (1971-1972).
Deutekom va decidir posar fi a la seva carrera als escenaris l'últim dia de 1986, després de patir problemes amb el cor durant una representació de l'òpera Amaya a Bilbao. A partir de llavors va donar classes magistrals a nivell internacional. Va retornar al novembre de 1996 al Concertgebouw Operafeest, a l'edat de 65 anys, cantant el bolero d'I vespri siciliani i l'ària d'Ana Elisa Liebe, du Himmel auf Erden de l'opereta Paganini. A partir de 2001, va ser professora convidada al Conservatori Real de l'Haia, però després de patir un accident vascular cerebral el 2004, es va retirar de la vida pública.
Es va casar el 1952 amb Jacob Deutekom, un boxejador, i van tenir una filla, Irma Deutekom, el 1955.